# 세계의 어류
《세계의 어류》(영어: Fishes of the World)는 미국 어류학자 조셉 S. 넬슨(1937–2011)이 집필한 어류 계통분류학에 관한 표준 연구 서적이다. 현재 제5판(2016년)이 나온 이 연구는 과학에 알려진 30,000종 이상의 어류 종의 다양성과 분류에 대한 포괄적인 개요이다.
이 책의 초판은 1976년 뉴욕의 와일리 인터사이언스(Wiley-Interscience)에서 출판되었으며, 1984년과 1994년, 2006년에 존 와일리 & 선즈(뉴저지주 호보켄에 본사를 둔)에서 제2~4판이 출판되었다. 2011년 원저자 넬슨이 세상을 떠난 후 그의 친구이자 동료인 시카고 로욜라 대학교 생물학과 교수인 테리 C. 그란데와 마크 V. H. 윌슨, 두 사람은 2016년 존 와일리가 출판한 책의 5판 개정을 완료하는 데 도움을 주었다.
《세계의 어류》는 고차 분류군을 설명하는 데 중점을 두고 있으며 일반적으로 종 수준의 다양성을 포함하지 않는다. 이 책에는 현존하는 모든 알려진 어류 분류군과 다수의 화석 그룹이 포함되어 있으며, 고차 분류군의 복잡한 분류를 간략하게 설명한다. 이 책에는 컬러 사진과 일러스트레이션이 포함되어 있지 않으며 수백 장의 흑백 단순 그림을 사용하여 각 분류군의 전형적인 대표자의 형태적 특징을 제시한다. 제4판 이후 이 책은 최근의 DNA 분석 결과를 채택하여 이전의 분류 체계 중 많은 부분을 수정했다.